# 中曾根康弘

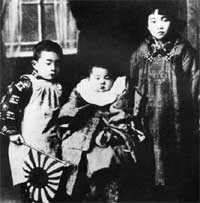
1919年一歲的中曾根康弘

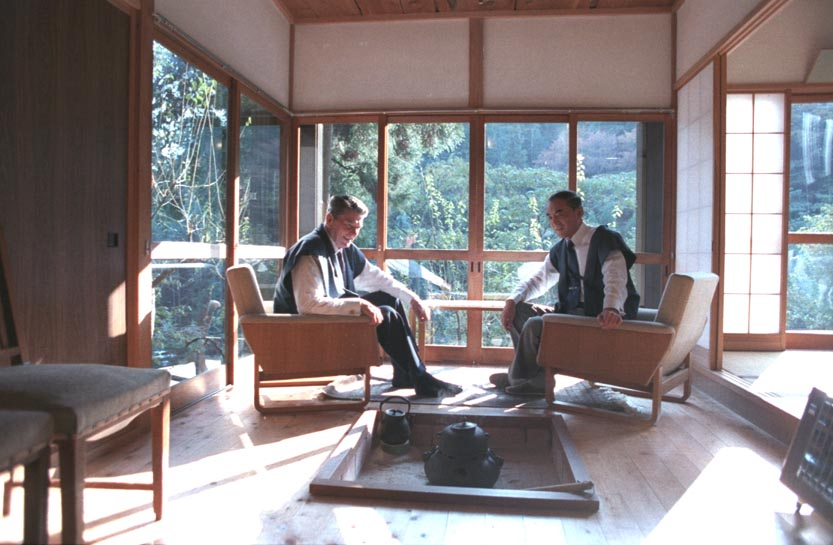
1983年美國總統雷根到中曾根康弘位於東京都西多摩郡日之出町的日之出山莊作客

中曾根康弘（日语：／ Nakasone Yasuhiro，1918年5月27日—2019年11月29日），日本政治家。第71－73任日本內閣總理大臣。

## 生平
1918年5月27日中曾根康弘出生於群馬縣高崎市，1941年（昭和16年）畢業於東京帝國大學法學院政治科學系。第二次世界大戰中，他作為軍官在大日本帝國海軍服役，曾駐防於臺灣左營。1946年中曾根康弘作為眾議院議員進入日本國會，1952年他指責昭和天皇應為日本戰敗負責而導致了一場轟動。中曾根康弘在自由民主黨黨內地位逐步上升，領導黨內一個中等派系——中曾根派。1940年役於高雄警備府擔任大佐，居住在左營明德新村2號。1959年他在岸信介內閣中任科學技術廳長官，1967年任運輸大臣，1970年任防衛廳長官，1972年任通商產業大臣，1981年任行政管理廳長官。
1982年，中曾根康弘接替铃木善幸出任日本首相，執政五年。首相任內，通過派系平衡以及個人的領導下，逐漸擺脫田中角榮和田中派影響，重新掌握對自由民主黨的主導權。
中曾根康弘與他的外務大臣安倍晉太郎一起改善了日本與蘇聯和中華人民共和國的關係。在日美關係上，前首相鈴木善幸稱「美日安保修約不包括軍事合作」而惹惱美國，再加上日美出現嚴重的貿易摩擦，日美關係跌入谷底。中曾根上任首相後提出「日美命運共同體」主張，並於1983年訪美發表了日本為「不沉的航空母艦」談話，不但修復了美日關係，還與時任美國總統雷根建立親密的私誼，兩人以暱稱「RON」、「YASU」互稱，美日同盟也在此時得到確立。在內政上，他將日本國有鐵道、日本電信電話公社、日本專賣公社民營化。但由於他的政治立場經常搖擺不定，所以被日本媒體稱為牆頭草（日语：風見鶏）。
中曾根康弘比較知名的是其日本民族主義傾向。1985年8月15日，中曾根成為戰後以首相身份前往靖國神社參拜第一人:576。中曾根於首相在任後期宣稱「日本的優點在於它不像美國有眾多的少數民族」，在阿伊努人等人群中引起了不滿。後來他解釋說，他是要祝賀美國：雖然有許多“有問題”的少數民族，依然非常成功；此話又引來不少爭議。
1986年，中曾根內閣的文部大臣藤尾正行公開說“我不認為東京審判是正當的”、“南京大屠殺和廣島市原子彈爆炸哪個規模大？所以，必須要重新考慮東京審判的性質和意義”，受到國內外強烈抨擊，不得不辭職。
1987年，竹下登繼任日本首相，此後中曾根康弘在自由民主黨內的影響越來越小。1989年，受到里库路特事件影响，中曾根康弘离开自民党。1991年中曾根重返自民党。2003年，中曾根康弘未被列入議會比例代表候選人名單，許多人認為這是小泉純一郎排擠黨內老人的大膽和有效的一步。中曾根康弘隨之退出政壇。
中曾根康弘是最後一位逝世的昭和時期日本首相；2018年5月度過一百歲生日，成為繼東久邇宮稔彥王後第二位活到百歲的首相。逝世前為歷任日本首相中年紀第二大的，比排名第三的村山富市年長六歲。其長子中曾根弘文是參議院議員，曾任外務大臣。
2019年11月29日，中曾根康弘因年事已高自然死亡，终年101岁。

## 著作
- 回憶錄《天地有情》（伊藤隆等記錄，文藝春秋出版）
  - 中文版《政治与人生》中曾根康弘回忆录，2008东方出版社

## 宗教关联
虽然日本官方没有列明中曾根康弘的宗教信仰，但是已知他和基督教、佛教、统一教均有关联。据称他在入伍大日本帝国海军时随身带着一本圣经，随后他又表示没有宗教可以从内心深信，然而他本人喜欢坐禅。在之后的1992年、1994年又和韩国新兴宗教团体统一教有联系；2006年，中曾根康弘对统一教的活动发贺电。

## 荣誉

### 外国勋章奖章
- 修交勋章光化大章（韩国，1983年1月11日[10]）
- 德意志联邦共和国功绩大十字勋章（德国）
- 荣誉军团大军官勋章（法国）
- 圣奥拉夫大十字勋章（英语：Order of St. Olav）（挪威）
- 芬兰白玫瑰大十字勋章（芬兰）
- 解放者圣马丁大十字勋章（阿根廷）
- 尼罗河大绶勋章（埃及）
- 一等王冠勋章 （S.P.M.B.，文莱）